# Tingsek
Lars Allan Magnus Tingsek (artistnamn Tingsek), född 19 december 1978 i Södra Sandby, är en svensk musiker och musikproducent i Malmö.

## Karriär
Tingsek har hittills släppt åtta album. Tingsek (2005), World of Its Own (2006) och Too Many Feelings at the Same Time (2008) släpptes på Universal Music. 
Detta samarbete avslutades dock år 2009, vilket gjorde att han startade World Of Its Own Recordings där han släppte Restless Soul (2009) och två år senare Tingsek & Vindla String Quartet feat. Måns Mernsten (2011), ett album som kom till efter en turné där målet var att arrangera om några av Tingseks tidigare låtar och på så sätt skapa någonting nytt.
I april 2012 släpptes Tingsek & Vindla String Quartet feat. Måns Mernsten även i en exklusiv vinylutgåva; totalt 300 numrerade och signerade exemplar.
Under 2012 producerade Tingsek även skivan Theory of Everything med Isak Strand vs. TOE, och i slutet av samma år åkte han på en gemensam turné i Europa och Nordamerika med Allen Stone.
Från och med 2014 skrev och producerade Tingsek merparten av Allen Stones skiva Radius (2015).
Hans sjätte skiva Amygdala släpptes i oktober 2016 och 2021 släpptes albumet Home. I slutet av februari 2025 släppte Tingsek sitt åttonde och senaste album, Lights Out Association.

## Samarbeten
Tingsek har samarbetat med en rad olika artister genom åren, till exempel Timbuktu, Damn!, Loosegoats, Sideshow Bob, Fjärde Världen, Adam Tensta, Ane Brun, Svante Lodén, Chords,  Pauline, Sarah Dawn Finer, Isak Strand vs. TOE, Gaby and the Guns och Helt Off.

## Diskografi
| År   | Album                                               |
| ---- | --------------------------------------------------- |
| 2005 | Tingsek                                             |
| 2006 | A World Of Its Own                                  |
| 2008 | A Too Many Feelings At The Same Time                |
| 2009 | Restless Soul                                       |
| 2011 | Tingsek & Vindla String Quartet feat. Måns Mernsten |
| 2016 | Amygdala                                            |
| 2021 | Home                                                |
| 2025 | Lights Out Association                              |

| År   | Singlar & EP                   |
| ---- | ------------------------------ |
| 2006 | World Of Its Own               |
| 2007 | Proud To Be Part Of These Days |
| 2008 | I Stand Here Still             |
| 2009 | Six Years                      |
| 2011 | What a Difference a Day Makes  |
| 2016 | Miss Brand New                 |
| 2016 | The Fiddlers                   |
| 2017 | The Change (Part 2)            |
| 2017 | Lie To Me                      |
| 2017 | Live at Ljupet - Sessions 2016 |
| 2019 | Miracle Of Love                |
| 2020 | Our Song                       |
| 2020 | Family                         |
| 2020 | Genuine                        |
| 2020 | Live from home                 |
| 2021 | Resonate                       |
| 2024 | October                        |
| 2024 | Soul Burn                      |
| 2024 | Finish Line                    |
| 2024 | Like Folklore                  |

### Producerat av Tingsek

#### Album
- Theory of Everything (Isak Strand vs. Toe, 2012)
- Radius (Allen Stone, 2015)

#### Singlar
- Easier (Ane Brun), 2005)
- Stuck On (feat. Tingsek) (Shirin, 2018)

### Medverkar på
- Easier (Ane Brun, Tingsek, 2005)
- Innocent Man (Chords, Tingsek, 2008)
- War Within (Beatchild, Ebrahim, Tingsek, 2010)
- Overload (Adam Tensta, Tingsek, Dave Exit, 2011)
- Perfect Summer Night (The Slakadeliqs, Tingsek, 2012)
- Love Judge (The Slakadeliqs, Tingsek, Ebrahim, 2012)
- Nine 2 Five (The Slakadeliqs, Tingsek, 2012)
- Stuck On (feat. Tingsek) (Shirin, 2018)